# Wendy Lower

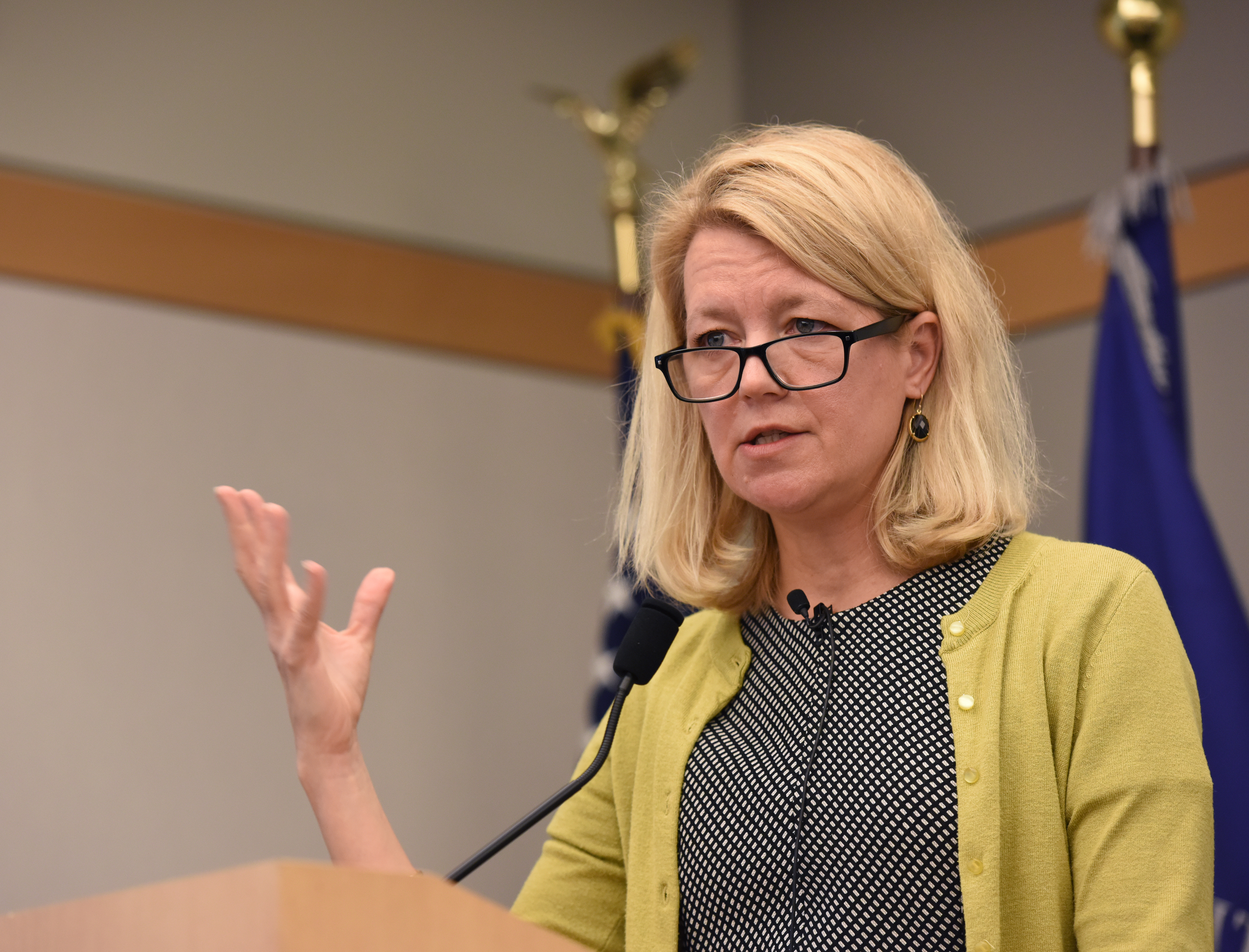
Wendy Lower (2017)

Wendy Lower (* 1965) ist eine US-amerikanische Historikerin. Seit 2012 hat sie den John K. Roth Lehrstuhl für Geschichte am Claremont McKenna College in Claremont, Kalifornien inne, seit 2014 ist sie außerdem Direktorin des dortigen Zentrums für Menschenrechte. Als Interim-Direktorin leitet sie seit September 2016 außerdem das Mandel Center for Advanced Holocaust Studies in Washington. Lower forscht zur Geschichte Deutschlands und der Ukraine im Zweiten Weltkrieg, zum Holocaust, zur Frauengeschichte, zur Geschichte von Menschenrechten und zum Genozid in komparativer Perspektive.

## Leben
Wendy Lower studierte 1985/1986 Geschichte an der Universität Wien; 1987 erhielt sie einen BA vom Hamilton College in Clinton, New York; 1992 studierte sie an der Humboldt-Universität zu Berlin, und 1999 erlangte sie den Ph.D. in Europäischer Geschichte an der American University in Washington. Von 2000 bis 2004 war Lower Wissenschaftliche Mitarbeiterin am United States Holocaust Memorial Museum, von 2004 bis 2007 Assistant Professor an der Towson University in Maryland, von 2007 bis 2012 Wissenschaftliche Mitarbeiterin am Historischen Seminar der Ludwig-Maximilians-Universität München und von 2011 bis 2012 außerdem Associate Professor beim Strassler Family Center for Holocaust and Genocide Studies der Clark University in Worcester.

## Forschungen zum Zweiten Weltkrieg
Für ihre Forschungen zur Geschichte Deutschlands, Polens und der Ukraine erhielt Lower zahlreiche Preise und Ehrungen, u. a. 2007 eine Auszeichnung von Choice sowie den Baker Burton Award der Southern Historical Association für das beste Erstlingswerk in Europäischer Geschichte, Nazi Empire Building and the Holocaust in Ukraine. Das Werk zeichnet die Geschichte der Ukraine im Zweiten Weltkrieg nach, die Bestrebungen zum Aufbau deutscher Kolonien unter SS-Reichsführer Heinrich Himmler sowie die komplexe Rolle von deutschen Bürokraten und Militärs und der lokalen Bevölkerung an der Durchführung des Holocaust. Arroganz, Angst, Juden-, Slawen- und Kommunistenhass sind für Lower die zentralen Erklärungen für die imperiale Politik der Nazis in Osteuropa.
Die 2013 auf Englisch erschienene Monographie Hitler’s Furies wurde in 21 Sprachen übersetzt; 2014 erschien sie in deutscher Übersetzung unter dem Titel Hitlers Helferinnen. In Hitlers Helferinnen wirft Lower einen Blick auf annähernd 500.000 Frauen, die im Zweiten Weltkrieg nach Polen, in die Ukraine, nach Belarus, nach Estland, Lettland und Litauen gingen, versucht, ihren Motiven nachzugehen und der Frage, wieso Täterinnen nach dem Krieg nicht vor Gericht gestellt und verurteilt wurden. Sie hatte ihre Forschungen Anfang der 1990er Jahre im ukrainischen Schytomyr begonnen, wo sie zahlreiche Unterlagen erstmals einsehen konnte.
In den USA war das Buch Finalist für den  National Book Award (Kategorie Nonfiction), außerdem für den National Jewish Book Award. In zahlreichen Zeitschriften und Tageszeitungen wurde das Buch nahezu ausnahmslos positiv rezensiert. Die New Republic nannte das Buch mutig und lobte den „biographischen Impuls“. Ambivalent fiel das Urteil in The Guardian aus: Einerseits habe Lower die physische und moralische Landschaft der Zeit gut vermittelt, andererseits habe sie professionelle Killerinnen im Reichssicherheitshauptamt und in der SS nicht in die Darstellung einbezogen.
Außerdem versuchte Lower Hintergründe zu einer Fotografie einer Exekution zu erfahren, um die Identität der darauf abgebildeten unbekannten Opfer zu klären.

## Kontroverse
Auf scharfe Kritik stieß Hitlers Helferinnen bei der deutsch-kanadischen Historikerin und Holocaust-Spezialistin Ruth Bettina Birn. Zusammen mit dem Ludwigsburger Historiker Volker Rieß erhob sie „Einspruch“ dagegen, dass „der Holocaust neuerdings als Projektionsfläche für die Gender Studies genutzt“ werde. Birn und Rieß kommen anhand zahlreicher Beispiele zu dem Ergebnis, dass Lowers Thesen vielfach nicht durch die Quellen gedeckt seien und dass die Quellen teilweise das Gegenteil dessen aussagten, was die Autorin behaupte. Zudem behaupte Lower, dass gegenwärtig in „einer friedlichen Gesellschaft (...) Frauen durchschnittlich 14 Prozent aller Gewaltverbrechen und rund zehn Prozent der Morde“ begingen (Zitat: Lower). Anhand dieser Behauptung wage sie wiederum eine „kühne Hochrechnung“ (Zitat: Birn/Rieß), indem sie die Zahl der direkt an den NS-Massenmorden beteiligten Frauen spekulativ auf „mehrere tausend Mörderinnen“ (Zitat: Lower) beziffere. Dabei lasse Lower außer Acht, dass die bei den meisten NS-Verbrechen federführende SS ein „Männerverein“ (Zitat: Birn/Rieß) gewesen sei, der Frauen, wie der NS-Staat überhaupt, häufig nur untergeordnete Helferrollen zuwies.

## Publikationen
- Nazi Empire-Building and the Holocaust in the Ukraine. University of North Carolina Press, Chapel Hill NC u. a. 2005, ISBN 0-8078-2960-9.
- The Diary of Samuel Golfard and the Holocaust in Galicia (= Documenting Life and Destruction. Holocaust Sources in Context. 4). Altamira Press u. a., Lanham MD 2011, ISBN 978-0-7591-2078-5.
- Hitler’s furies. German women in the Nazi killing fields. Houghton Mifflin Harcourt, Boston MA u. a. 2013, ISBN 978-0-547-86338-2.
  - Hitlers Helferinnen. Deutsche Frauen im Holocaust. Aus dem Englischen von Andreas Wirthensohn. Hanser, München 2014, ISBN 978-3-446-24621-8
- The Ravine: A Family, a Photograph, a Holocaust Massacre Revealed. Houghton Mifflin Harcourt, Boston 2021 ISBN 978-0544828698.